# APU/Citrus College (métro de Los Angeles)
APU/Citrus College est une station du métro de Los Angeles desservie par les rames de la ligne A et située à Azusa en Californie. Il s'agit du terminus nord de la ligne.

## Localisation
Station du métro de Los Angeles située en surface, APU/Citrus College est située sur la ligne A à l'intersection de North Citrus Avenue et de The Promenade à Azusa, une ville située au nord-est de Los Angeles.

## Histoire
APU/Citrus College est mise en service le 5 mars 2016, lors de la deuxième phase d'extension de la ligne L.

### Accueil

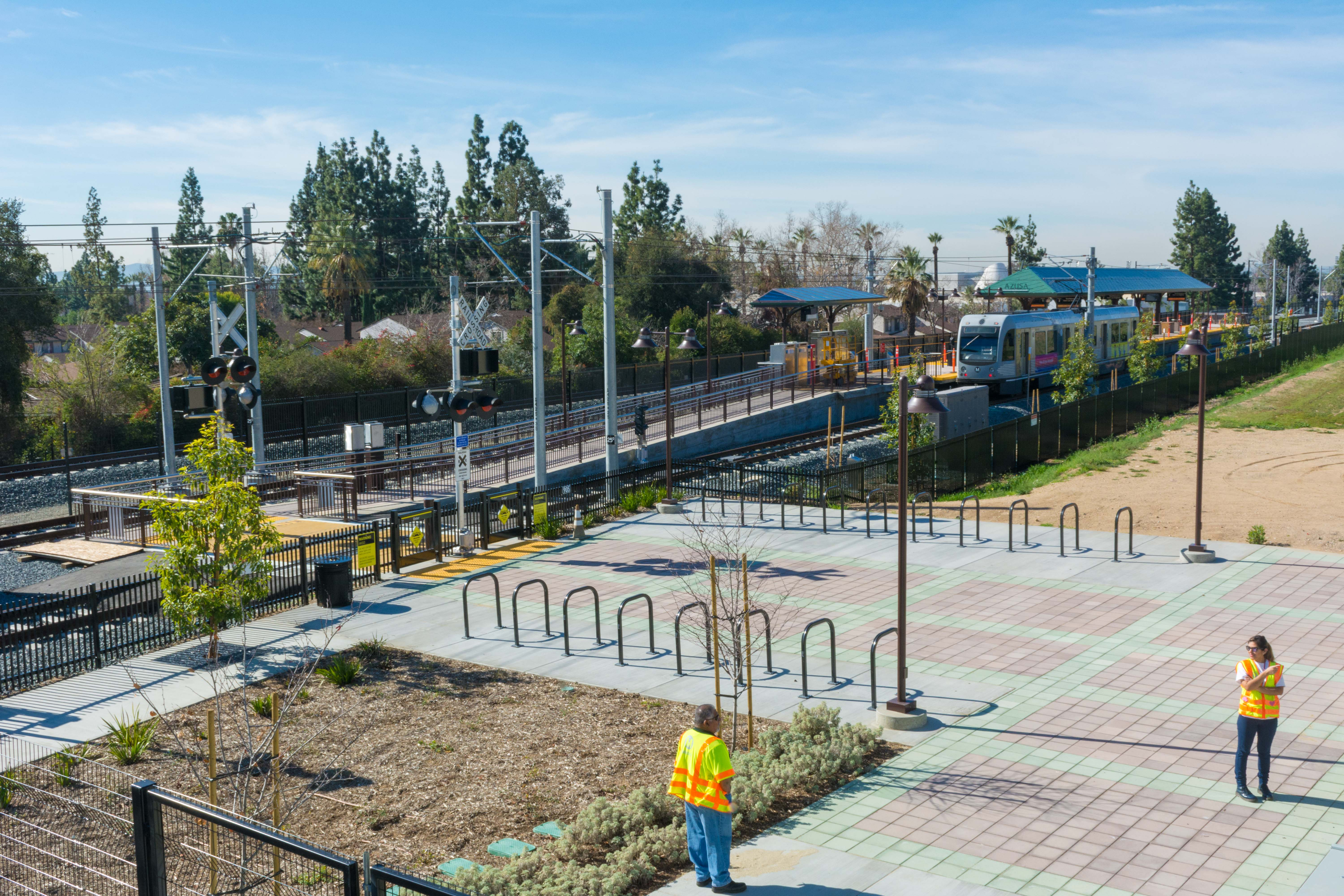
Plaza adjacente à la station.

## Service

### Desserte
APU/Citrus College dessert notamment deux institutions d'éducation du comté de Los Angeles, soit la Azusa Pacific University (en) et le Citrus College (en).

### Intermodalité
La station dispose d'un stationnement de 200 places et est desservie par les lignes d'autobus 281, 284, 488 et 690 de Foothill Transit (en).

## Architecture et œuvres d'art
La station abrite l'œuvre Azusa Horticultural Paradise de l'artiste Lynn Goodpasture, celle-ci rend hommage au patrimoine botanique de la région, notamment par des mosaïques et un auvent en verre peint.